# Lojza Baránek
Lojza (Alois) Baránek (6. února 1932, Palanok, Mukačevo – 30. prosince 2016) byl český akademický malíř.

## Život
V letech 1951–1957 studoval na Vysoké škole múzických umění v Bratislavě v ateliéru prof. Ladislava Vychodila. Po promoci nastoupil jako výtvarník do Armádního divadla v Martině, později působil jako šéf výpravy Krajového divadla v Nitře.
Od roku 1934, s výjimkou doby studií a působení na Slovensku, žil trvale v Poteči u Valašských Klobouk. Výtvarný obor na zdejší Lidové škole umění založil v září 1965. Ve své volné výtvarné tvorbě se věnoval malbě, grafice, dekorativní keramice a realizacím v architektuře.
Byl členem Unie výtvarných mělců České republiky. Vystavoval ve Valašských Kloboukách, Bratislavě, Brně, Břeclavi, Luhačovicích, Zlíně, Uh. Hradišti, Vsetíně, Vizovicích, Slavičíně, Rožnově pod Radhoštěm.
Zemřel po krátké nemoci 30. prosince 2016 ve věku 84 let.

## Realizace
- 1961 – Valašská svatba – sgrafito v obřadní síni Valašské Klobouky
- 1962 – Jaro – sgrafito na kulturním domě ve Štítné nad Vláří
- 1962 – Sluneční hodiny – sgrafito na kostele ve Vlachovicích
- 1963 – Sgrafito na rodinném domě Emila a Jarmily Kratochvílových ve Valašských Kloboukách (ulice Josefa Valčíka, 662)
- 1967 – Květ hudby – betonový relief a železná plastika na kulturním domě ve Vlachovicích
- 1971 – Cyril a Metoděj – sgrafito oltářní stěny kaple ve Valašské Senici
- 1973 – Kompozice – sgrafito ve vinárně ve Valašských Kloboukách
- 1973 – Figurální sgratita a dekorativní keramika lidových motivů v JRD Vinohrady, Bratislava
- 1980 – Hudba – dekorativní keramika pro okresní knihovnu Vsetín
- 1981 – Jalovec – keramická stěna v ZDŠ Francova Lhota
- 1982 – Malby na skle a závěsná keramika – Kocanda – Zlín
- 1983 – Nový život – mozaika z oblázků – smuteční síň Valašské Klobouky
- 1987 – Keramická výzdoba vládní budovy v Luhačovicích
- 1988 – Píseň – keramická stěna kulturního domu v Halenkově
- 1989 – Mateřství a výstavba – keramické reliéfy pro OUNZ a MNV Halenkov
- 1989 – Dožínková kytice – keramická stěna JZD Štítná nad Vláří
- 1990 – Rozlet – oblázková mozaika na kulturním domě Valašské Klobouky
- 1992 – Kosatec – keramický reliéf – domov důchodců Halenkov
- 1992 – Kytice – keramická stěna pro EM-ZET Přerov
- 1994 – Dekor stěna – pískované sklo – obřadní síň Valašské Klobouky
- 1995 – Keramický reliéf – Václav Bílek, Přerov
- 2001 – Pamětní deska J. Košelky, primáše popovských hudců, keramika – Popov
- 2001 – Pamětní deska M.Švrčiny (národopisný pracovník) – keramika – Slavičín
- 2001 – Pamětní deska L.Sušilivé (národopisný pracovník) – keramika – Valašské Klobouky

Díla v soukromých sbírkách v ČR, USA, Kanadě, Německu, Austrálii, Slovensku, Rusku, Dánsku.